# جانيت فورد
جانيت فورد (بالإنجليزية: Janet Ford)‏ هي عالمة اجتماع بريطانية، ولدت في 1944.